# Hanatarash
Hanatarash (яп. ハナタラシ , букв. «Сопливый») — японская нойз-группа, основанная Ямантакой Тэцуо, известному по псевдониму Ямацука Ай, и барабанщиком Икуо Такетани в 1983 году.
Для создания шума, группа использовала электрифицированные инструменты, электрические дрели и тяжёлую аппаратуру.

## История
Группа была образована в 1983 году, после того, как Ямантака Тэцуо и Икуо Такетани встретились в Осаке на концерте группы Einstürzende Neubauten. После релиза первого альбома, буква «i» из названия группы была убрана, и название преобразовалось в «Hanatarash».
Несколько лет спустя, после многих концертов, Hanatarash на большинстве площадок запрещалось выступать, а разрешили только в 90-х, когда Ямантака отказался от своего разрушительного поведения. В этих же годах, группа, предположительно, распалась.

## Концерты
Hanatarash известна своими опасными концертами. Так, на своих концертах Ямантака с помощью мачете разрезал пополам мёртвого кота, привязывал к спине круглую пилу, из-за чего чуть не лишился ноги, а также разрушал стену клуба с помощью экскаватора.
Для того, чтобы пройти на концерт группы в Токио, людям нужно было заполнять анкеты из-за возможности приченения вреда. Этот концерт был отменён после того, как организаторы узнали, что Ямантака собирался кидать на сцену зажжённый коктейль Молотова. Ремонт здания обошёлся в $9,000.

## Дискография
- Take Back Your Penis! Кассета (Condome Cassex, 1984)
- Hanatarashi LP (Alchemy Records, 1985)
- 2 LP (Alchemy Records, 1988)
- 3 LP (RRRecords, 1989) CD (RRRecords, 1992)
- Live!! 88 Feb. 21 Antiknock / Tokyo CD (MoM'n'DaD Productions, 1992)
- The Hanatarash and His eYe 7" (Public Bath, 1992)
- Live!! 84 Dec. 16 Zabo-Kyoto CD (MoM'n'DaD Productions, 1993)
- Live!! 82 Apr. 12 Studio Ahiru / Osaka CD (MoM'n'DaD Productions, 1993)
- 4: AIDS-a-Delic CD (Public Bath, 1994)
- 5: We Are 0:00 CD (Shock City Records, 1996)